# Судівка (Новосанжарська селищна громада)
Судíвка — село в Україні, у Новосанжарській селищній громаді Полтавського району Полтавської області. Населення становить 389 осіб.

## Географія
Село знаходиться на лівому березі річки Полузір'я, вище за течією на відстані 0,5 км розташоване село Бридуни, нижче за течією на відстані 2,5 км розташоване село Лелюхівка, на протилежному березі — село Шпортьки.

## Населення

### Мова
Розподіл населення за рідною мовою за даними перепису 2001 року:
| Мова       | Кількість | Відсоток |
| ---------- | --------- | -------- |
| українська | 366       | 94.09%   |
| російська  | 22        | 5.65%    |
| циганська  | 1         | 0.26%    |
| Усього     | 389       | 100%     |

## Історія
12 червня 2020 року, відповідно до розпорядження Кабінету Міністрів України № 721-р «Про визначення адміністративних центрів та затвердження територій територіальних громад Полтавської області», село увійшло до складу Новосанжарської селищної громади.
19 липня 2020 року, в результаті адміністративно - територіальної реформи та ліквідації Новосанжарського району, село увійшло до складу новоутвореного Полтавського району Полтавської області.

## Об'єкти соціальної сфери
- Школа I—II  ст.(вже не працює)

## Пам'ятники
У Судівці встановлено такі пам'ятники:
- Гранітний хрест на могилі учасника встановлення радянської влади Н. М. Тетянка (збудований 1930 року).
- Пам'ятний знак полеглим воїнам-землякам (збудований 1958 року).

## Галерея

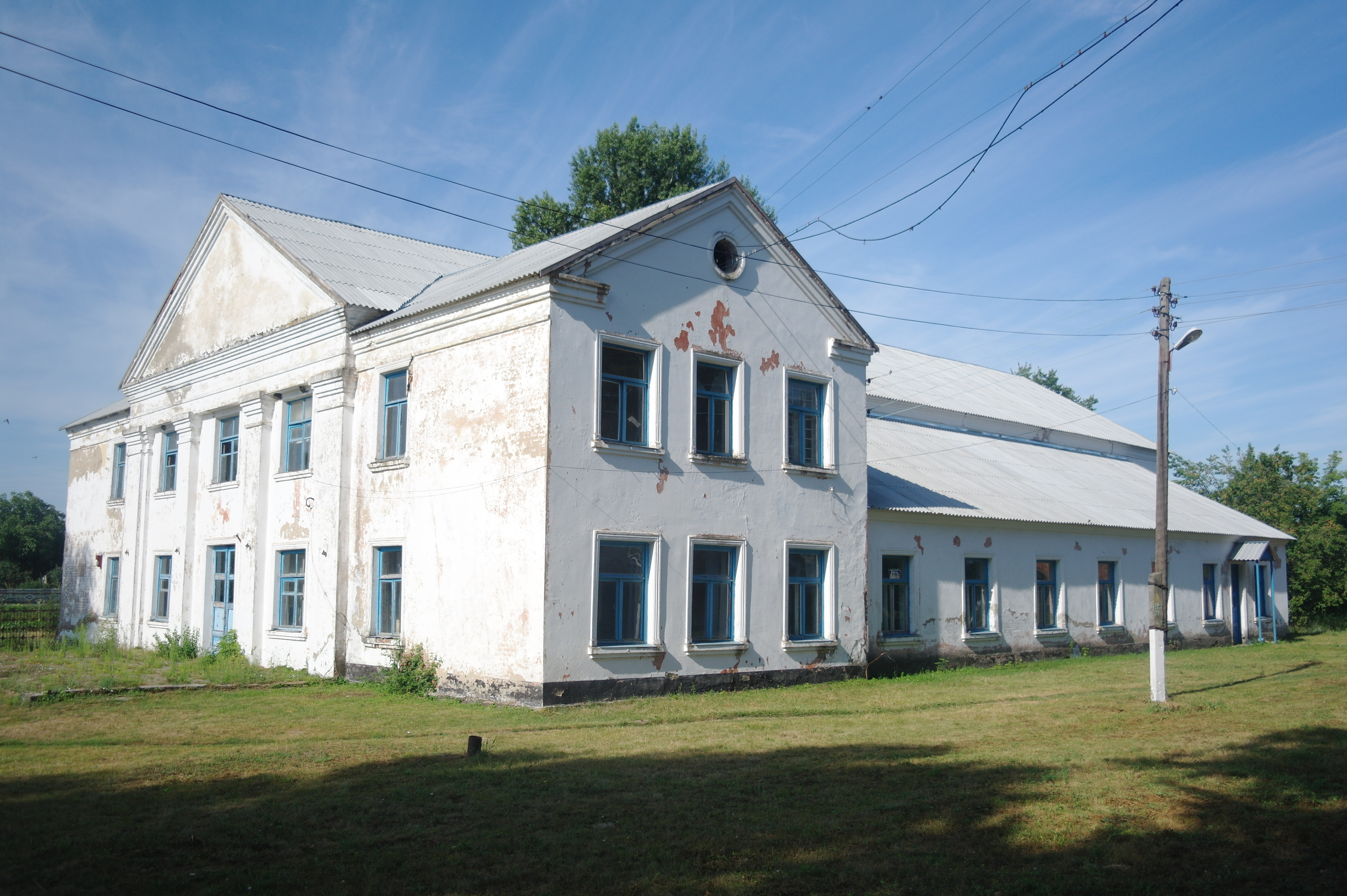
Будинок культури
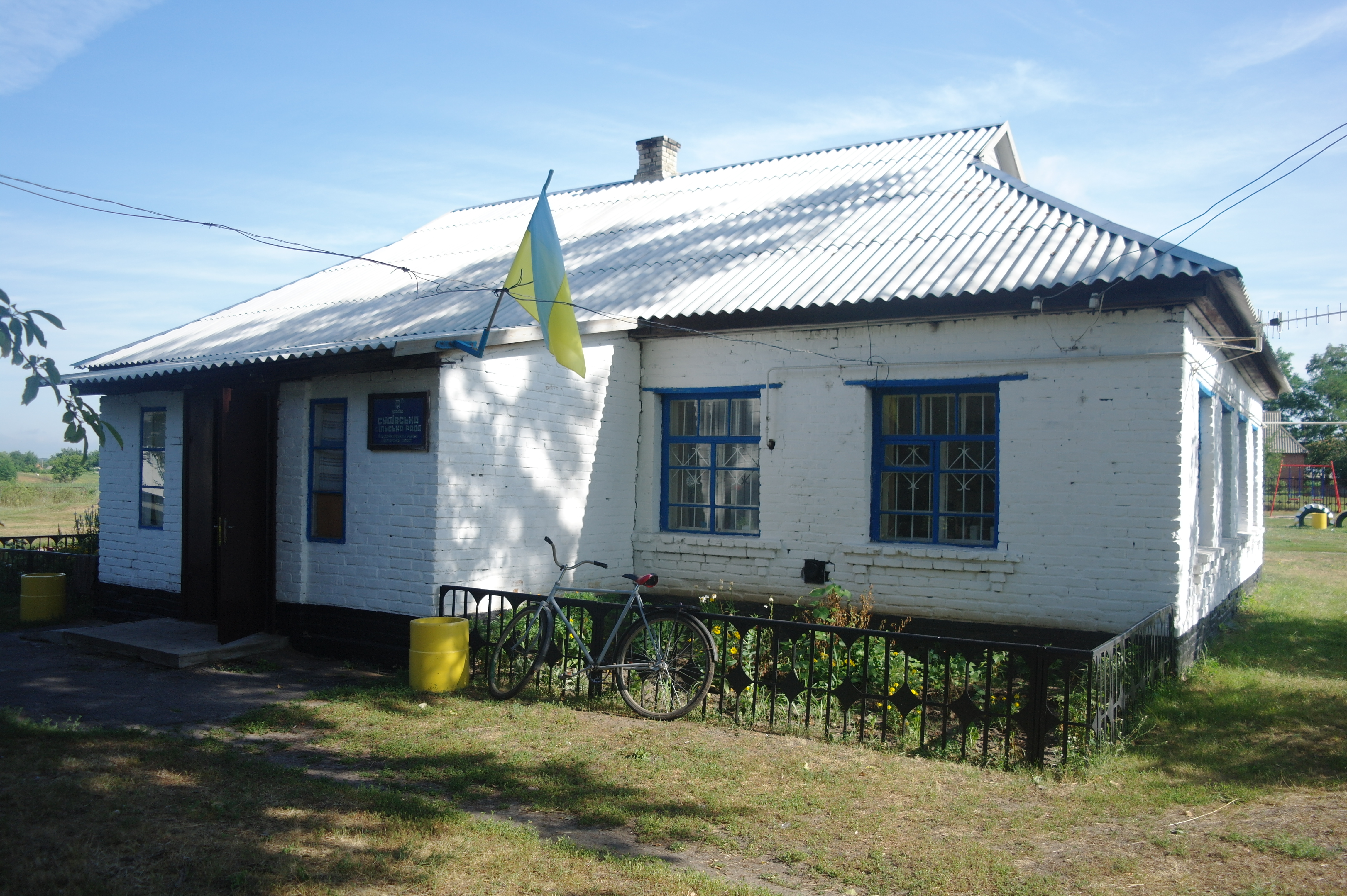
Судівська сільська рада (до 2020 року)
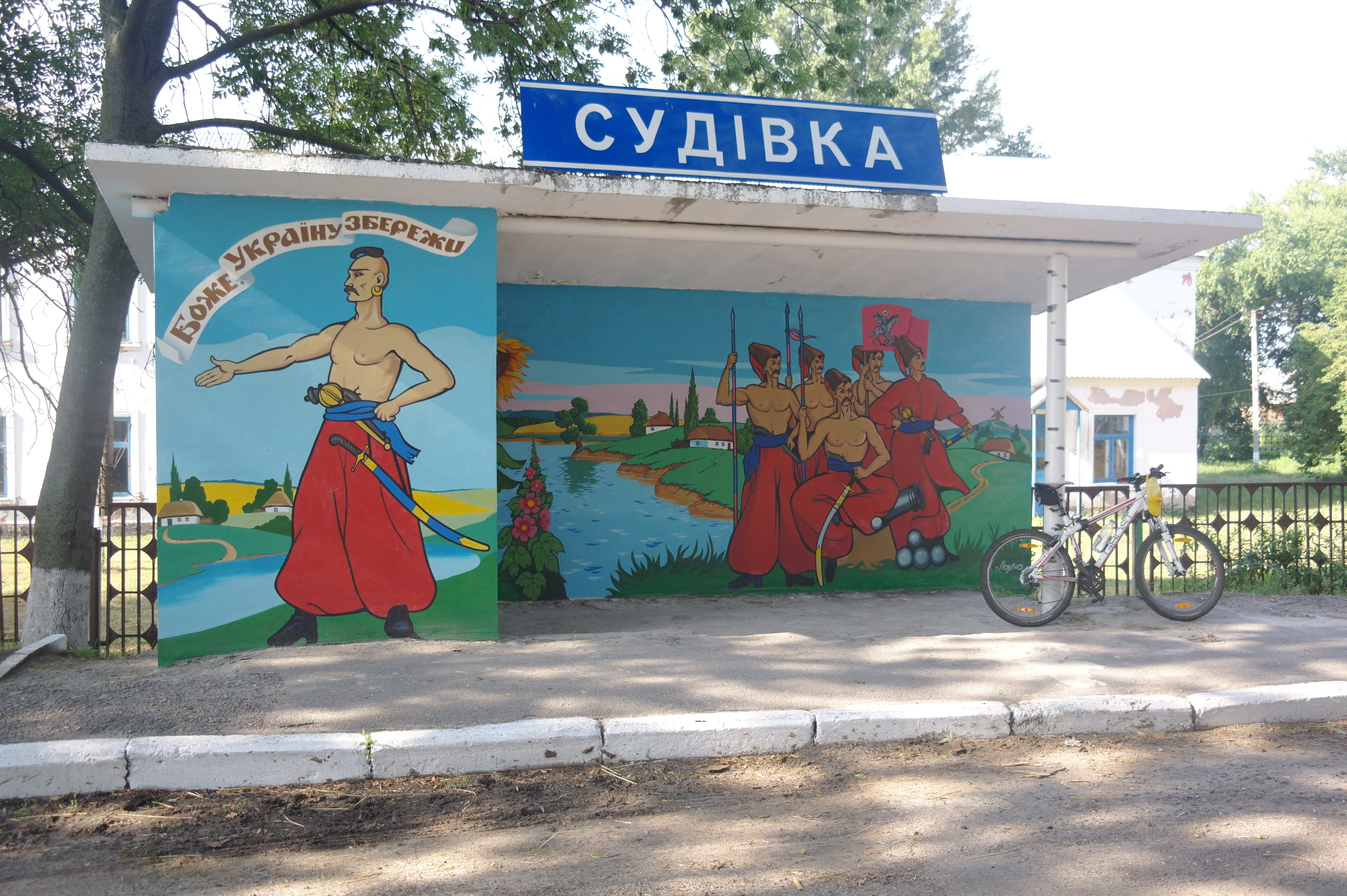
Зупинка
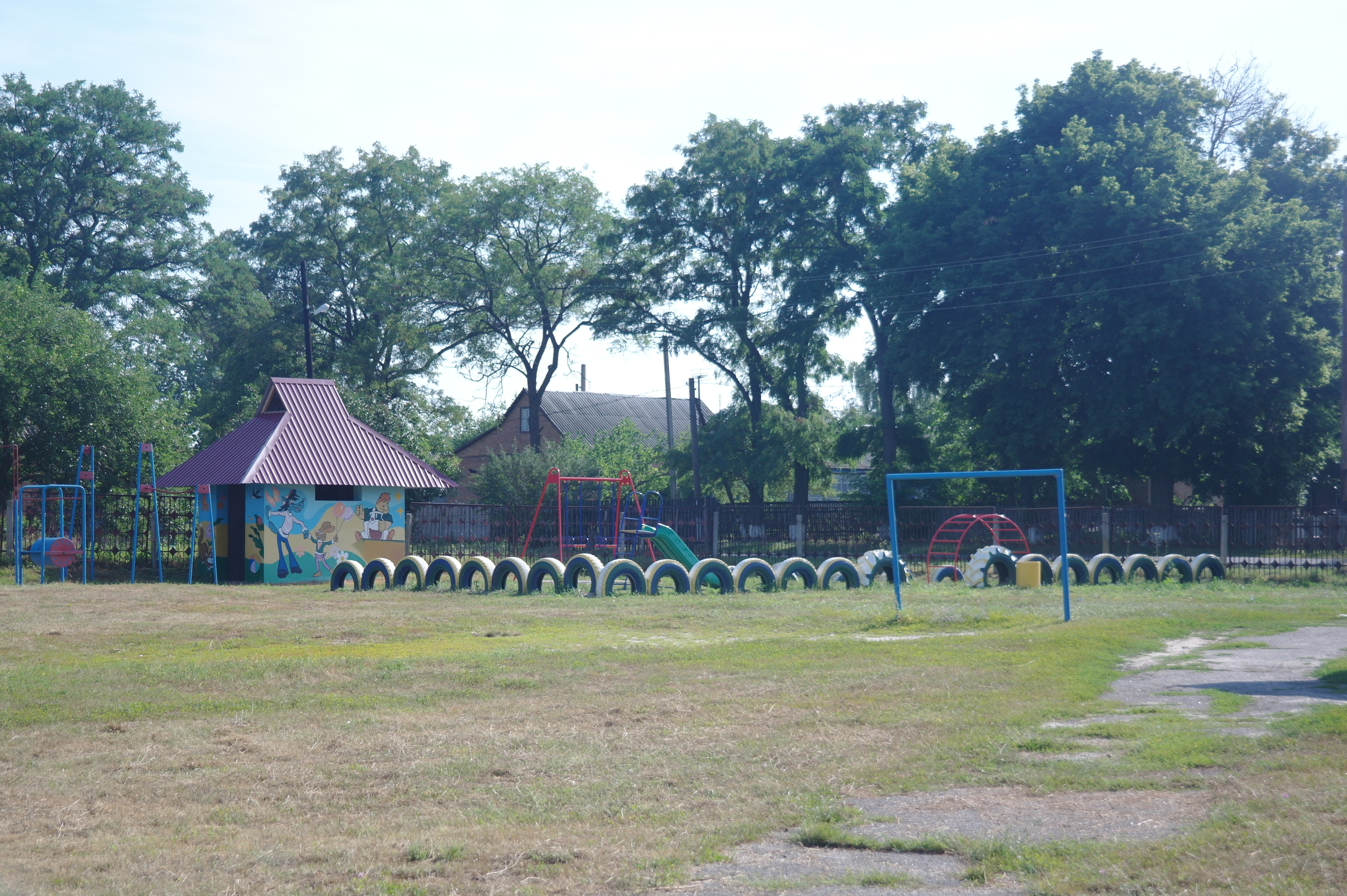
Дитячий майданчик
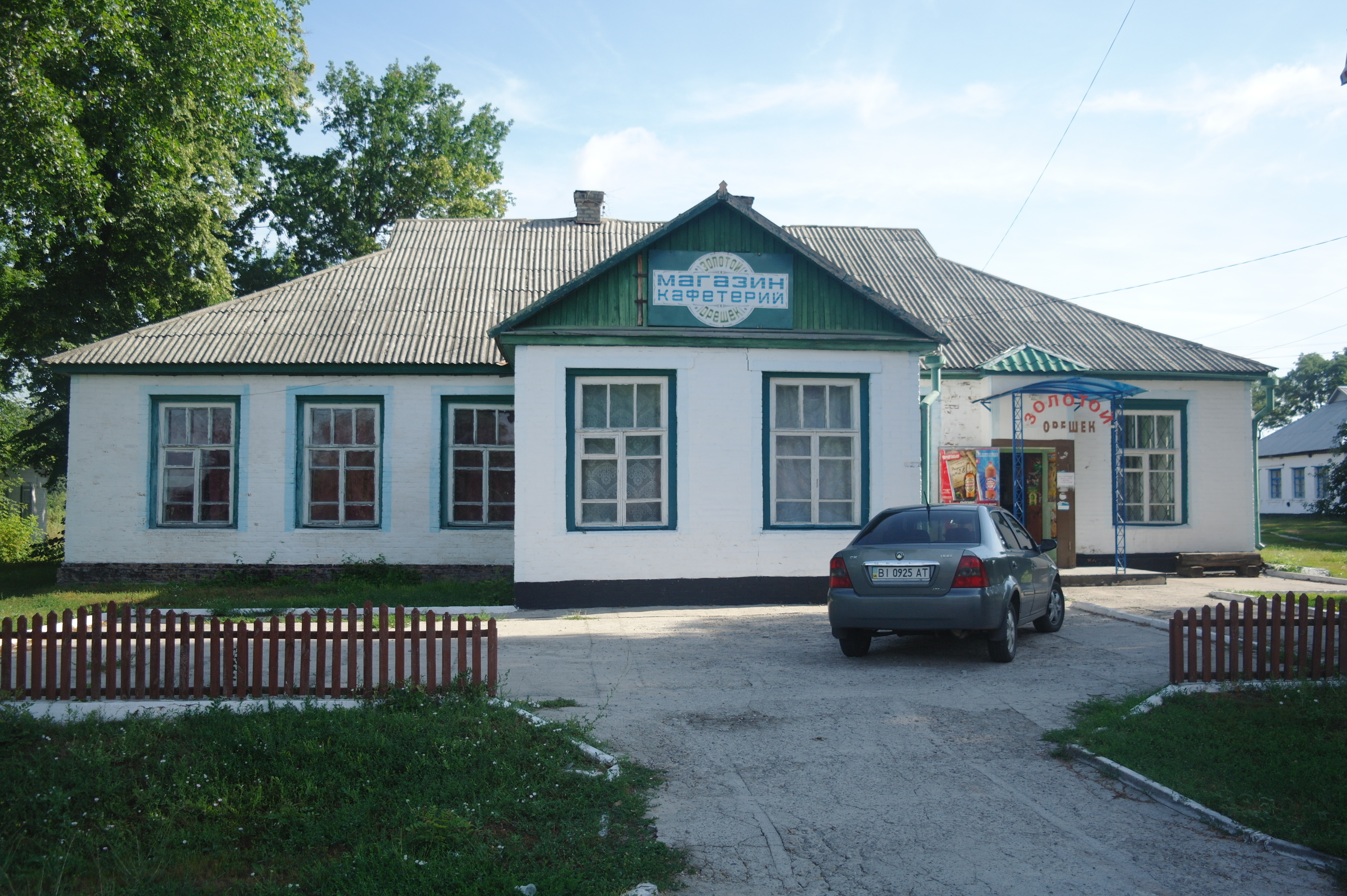
Крамниця 1
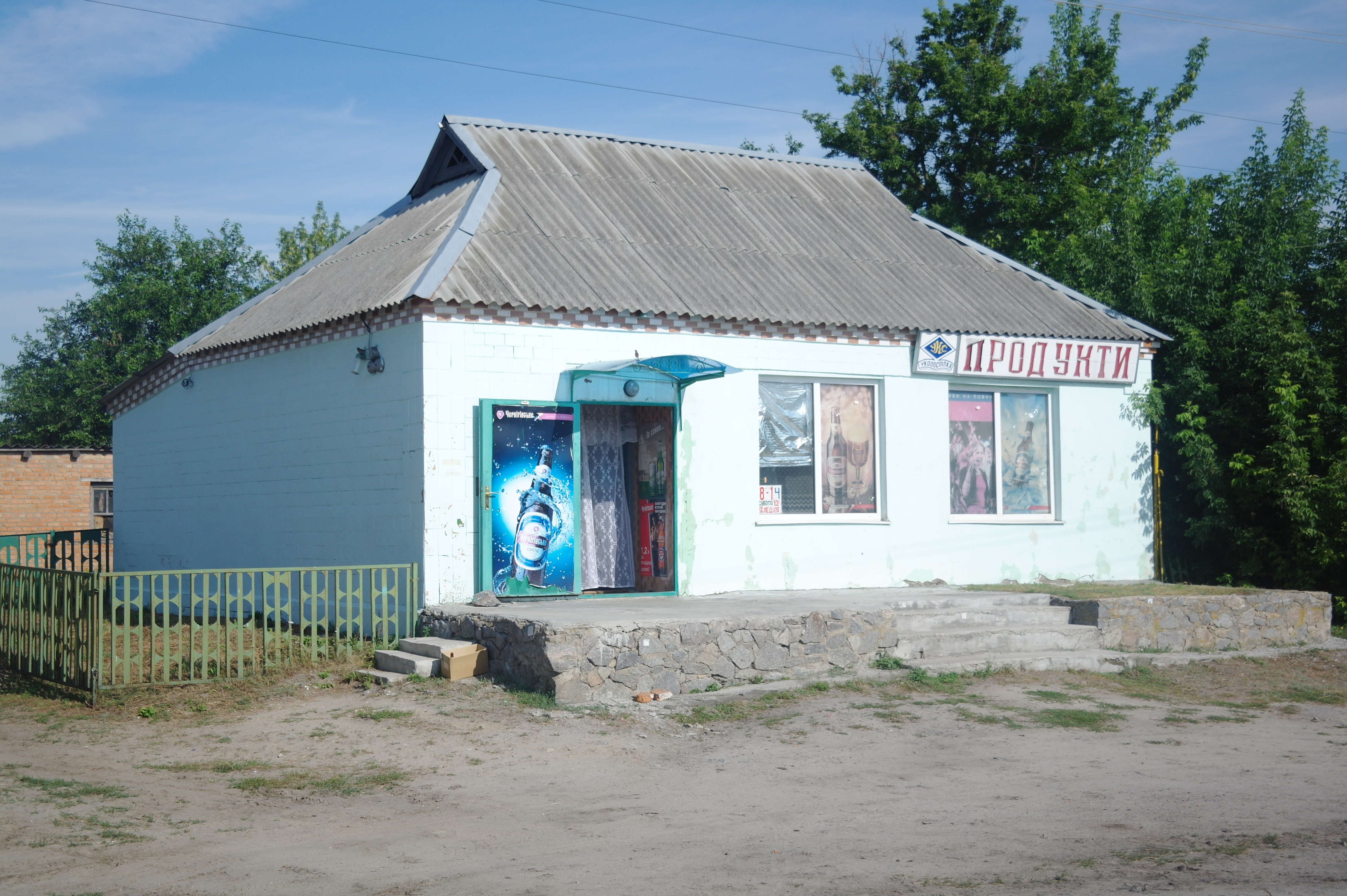
Крамниця 2
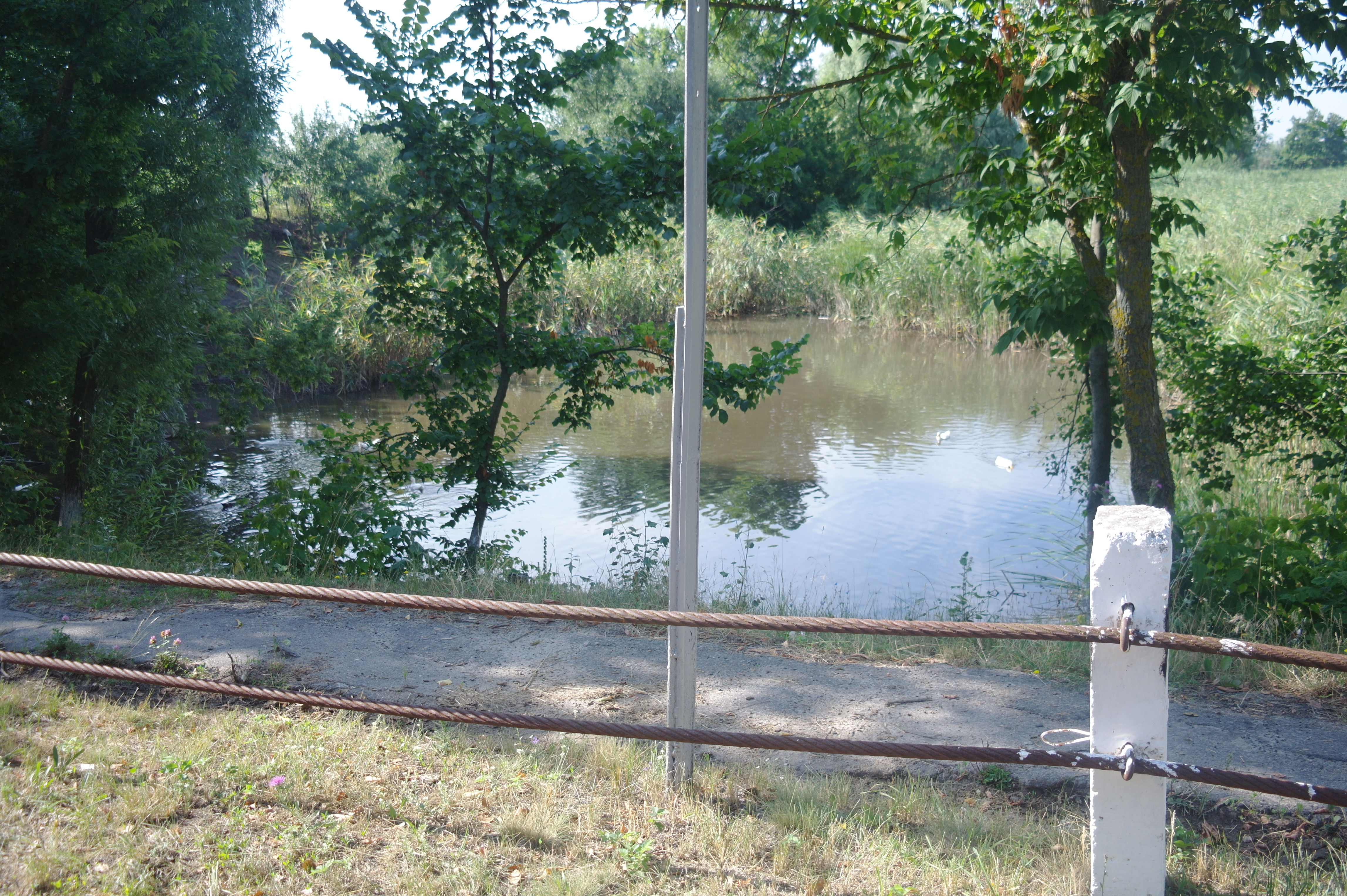
Ставок
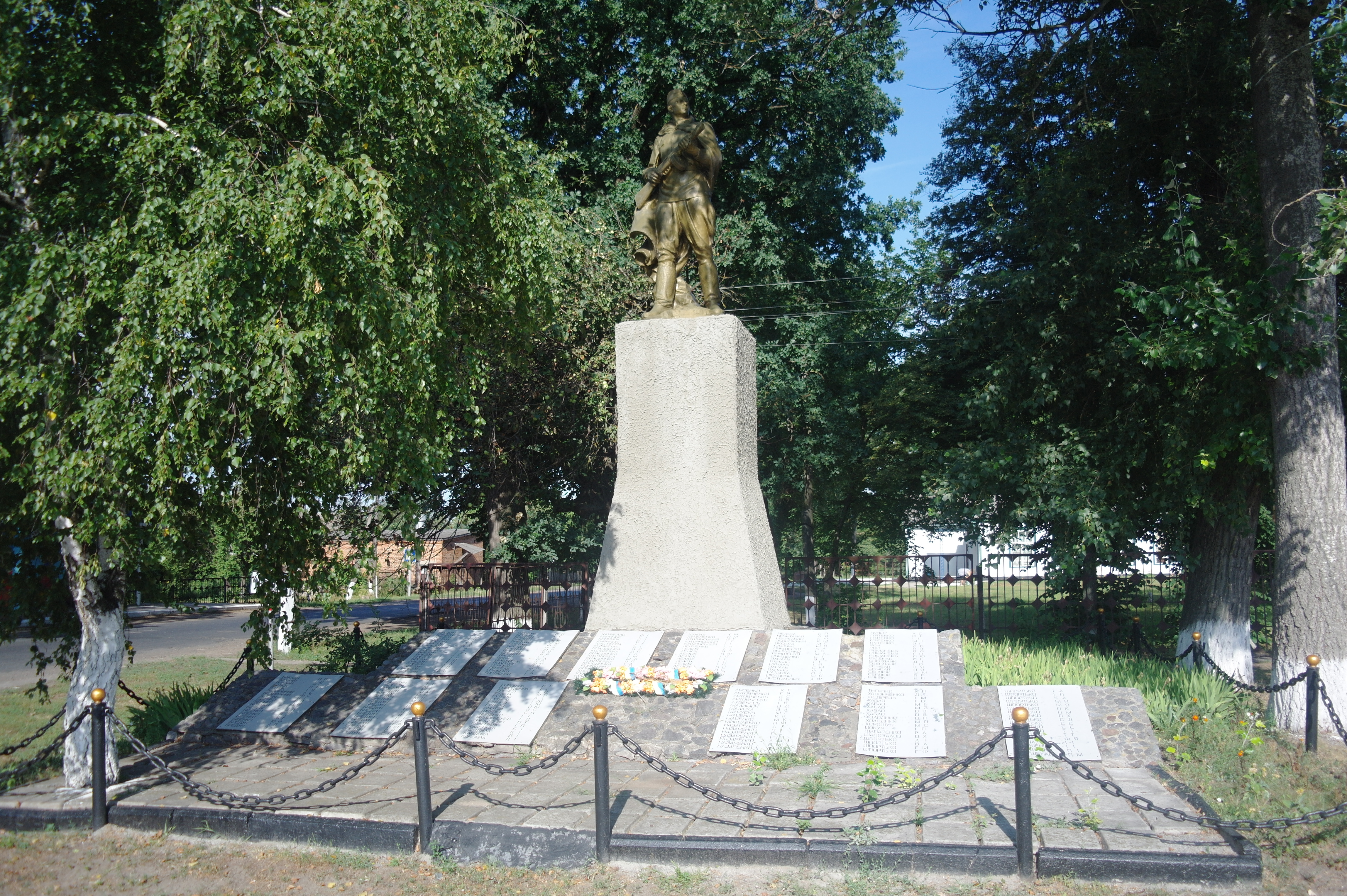
Пам'ятник учасникам Другої Світової Війни
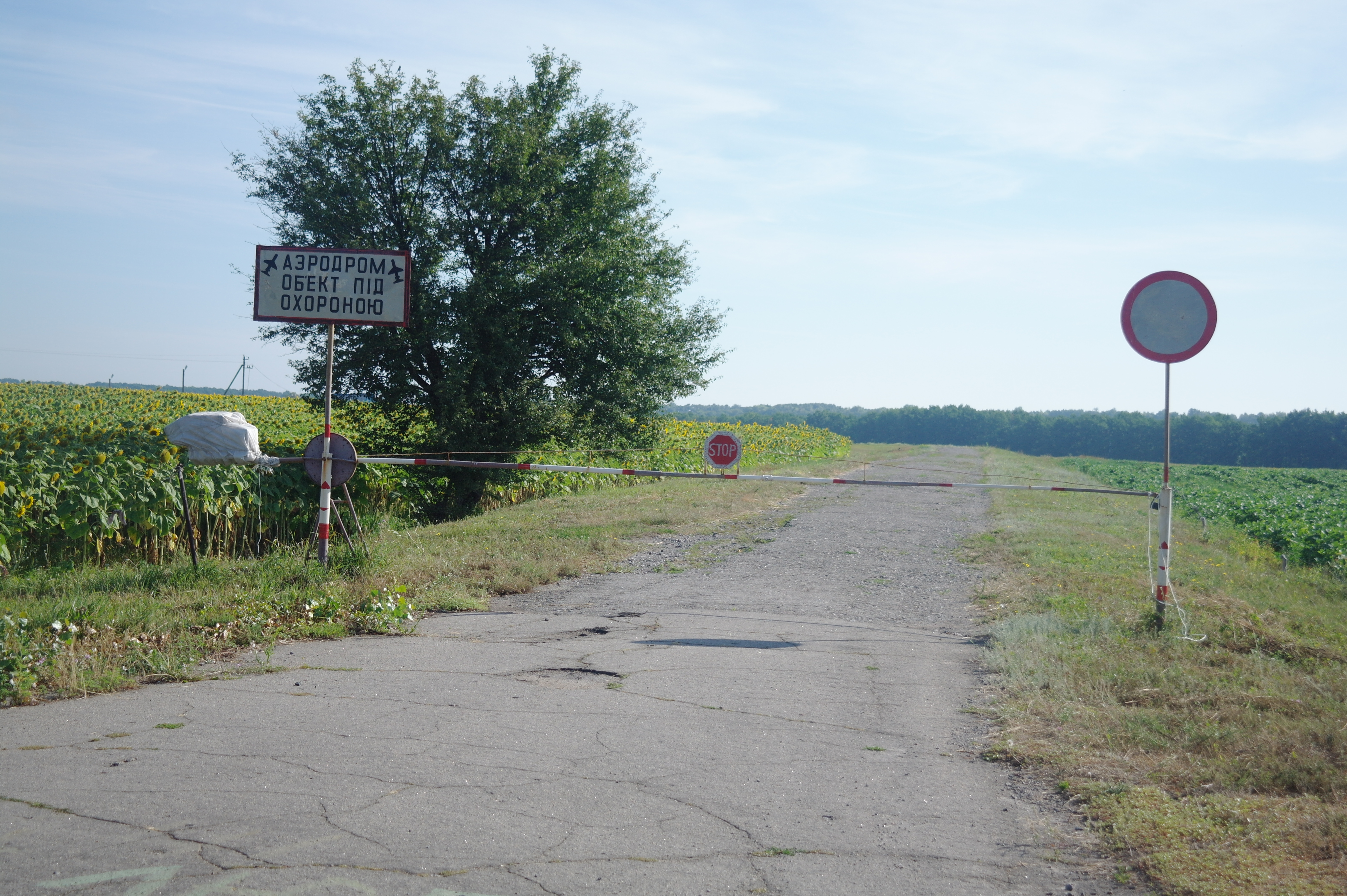
Дорога до аеродрому